# Willi Kauhsen

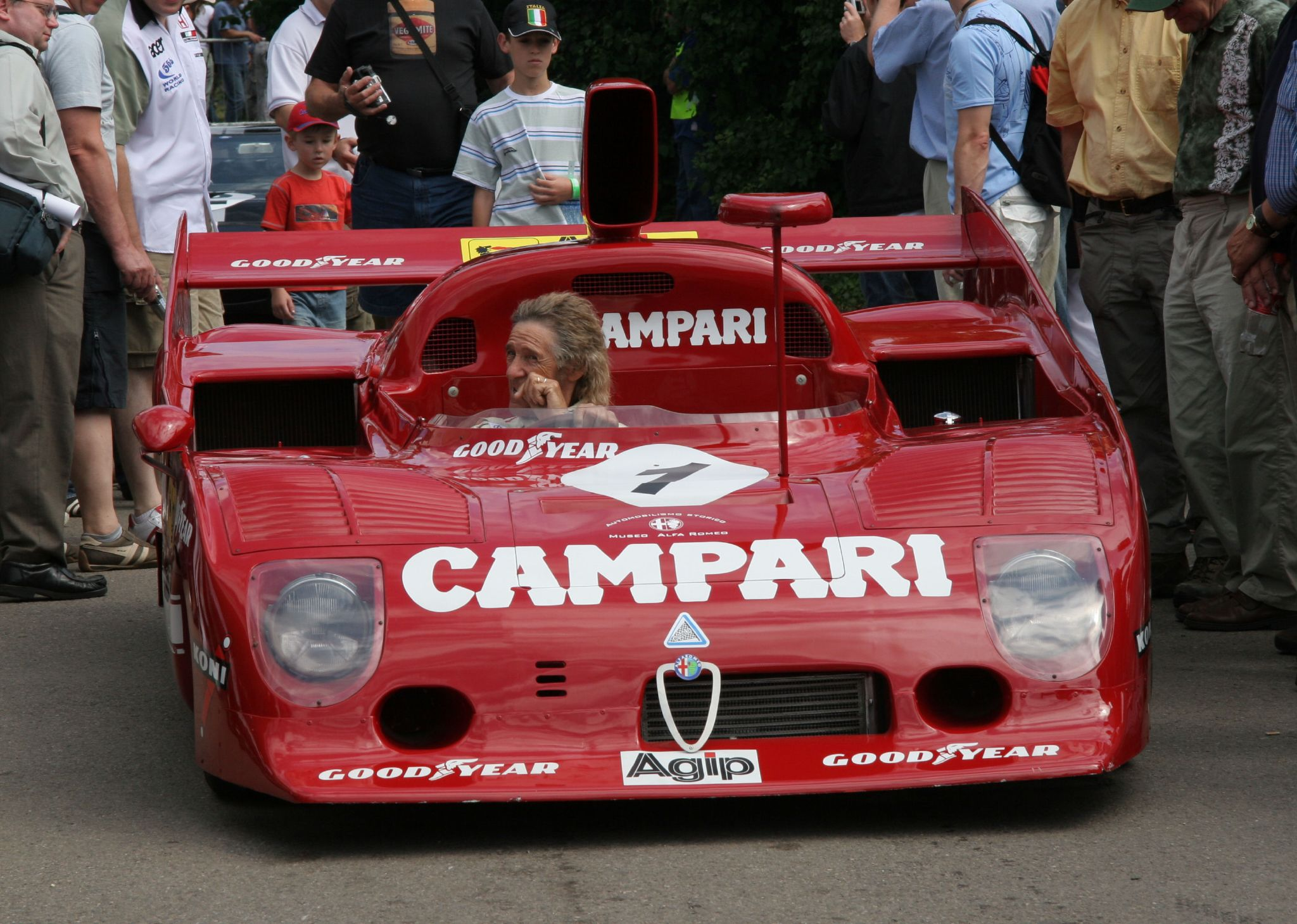
Merzario à bord d'une T33 de 1975, conservée au Museo Storico Alfa Romeo d'Arese (Festival de vitesse de Goodwood2006).

Willybert "Willi" Kauhsen, né le 19 mai 1939 à Aix-la-Chapelle, est un pilote automobile allemand de compétitions essentiellement sur circuits pour voitures de sport et de sport-prototypes, devenu directeur d'écurie.

## Biographie
Sa carrière personnelle en course s'étale sur une dizaine d'années, de 1964 (Porsche 356B Super 90) à 1974 (Porsche 917 à Hockenheim).
Il remporte le Championnat d'Europe FIA des voitures de tourisme en 1967 sur Abarth 1000 TC officielle pour la Division 1 (victoires aux Prix de Vienne à Aspern et du Limbourg à Zolder), gagne les 24 Heures de Spa l'année suivante avec ses compatriotes Erwin Kremer (également devenu propriétaire d'écurie) et Helmut Kelleners ainsi que le Marathon de la Route avec Dieter Glemser et Herbert Linge les deux fois sur Porsche 911, puis il termine deuxième des 24 Heures du Mans 1970 (2e de  catégorie 5L. et vainqueur de l'indice de rendement énergétique) avec Gérard Larrousse sur Porsche 917 LH avec le Martini Racing Team (pour trois participations à l'épreuve de sa part). En championnat Interserie (SP) il gagne à Imola en 1972 et 1973, au Nürburgring également en 1973, et à Silverstone en 1974 (toujours avec la 917), empochant au passage la Coupe d'Interlagos 1971 comptant pour la Coupe du Brésil de Sport-Prototypes.
En Championnat du monde des voitures de sport 1975, Kauhsen désormais dans les stands impose ses Alfa Romeo 33TT12 en endurance dans sept des neuf épreuves inscrites au calendrier (à Monza, Dijon, Spa-Francorchamps, Pergusa, aux Nürburgring et Osterreichring, puis enfin à Watkins Glen), avec Merzario, Laffite, Pescarolo, Bell et Mass.
En 1976 et 1977 ses voitures participent au Championnat d'Europe de Formule 2 (notamment avec Ingo Hoffmann, Klaus Ludwig, et Michel Leclère qui obtint la pole position à Silverstone en 1977 sur une Elf-Renault Jabouille 2J), puis en 1978 pour le Championnat du monde de Formule 1 Gianfranco Brancatelli tente vainement de se qualifier en Espagne et en Belgique, sur une voiture dessinée par Klaus Kapitza et inspirée de la Lotus 79, la Kauhsen WK004. Ces échecs entraînent l'arrêt des activités de l'équipe. Après le rachat du matériel par Merzario, la MK sert de base à l'exécution de la Merzario A4, cette fois inspirée de la Dallara (11e du Grand Prix Dino Ferrari, hors championnat, pour sa seule course).